# أمية (اسم)
أُمَيَّة هو اسم علم مذكر ومؤنث من أصل عربي، ومعناه هو تصغير أمة بمعنى الجارية المملوكة. كان أسماء للذكور في الجاهلية وغالبا يستخدم للإناث في العصر الحديث إشارة إلى الدولة الأموية وبني أمية.

## شخصيات تحمل الاسم
أمية بن أبي الصلت
أمية بن أبي عبيدة التميمي
أمية بن الأسكر
أمية بن بسطام
أمية بن خالد
أمية بن خلف
أمية بن عبد الله بن خالد
أمية بن عبد شمس
أمية بن معاوية بن هشام
أمية جحا
أمية طوقان
أمية ملص